# Dewald van Niekerk
Dewald van Niekerk (* 3. Juni 1997 in Port Elizabeth) ist ein südafrikanischer Squashspieler.

## Karriere
Dewald van Niekerk spielte 2021 erstmals auf der PSA World Tour und gewann auf dieser bislang acht Titel. Seine höchste Platzierung in der Weltrangliste erreichte er mit Rang 83 am 3. Februar 2025. Van Niekerk sicherte sich seine beiden Titelgewinne sogleich bei seinen beiden ersten PSA-Turnierteilnahmen: im April 2021 bezwang er im Finale Christo Potgieter, einen Monat später setzte er sich im Endspiel gegen Jean-Pierre Brits durch. Mit der südafrikanischen Nationalmannschaft nahm er 2023 und 2024 an der Weltmeisterschaft teil. Von 2021 bis 2023 wurde er dreimal in Folge südafrikanischer Meister.
Seine Schwester Lizelle Muller ist ebenfalls Squashspielerin.

## Erfolge
- Gewonnene PSA-Titel: 8
- Südafrikanischer Meister: 4 Titel (2021–2024)